# Cerro Patilla (berg i Bolivia, Potosí, lat -20,85, long -68,55)
Cerro Patilla är ett berg i Bolivia.   Det ligger i departementet Potosí, i den sydvästra delen av landet, 400 km sydväst om huvudstaden Sucre. Toppen på Cerro Patilla är 4 908 meter över havet, eller 237 meter över den omgivande terrängen. Bredden vid basen är 4,1 km. Cerro Patilla ingår i Cordón del Milluni.
Terrängen runt Cerro Patilla är huvudsakligen kuperad, men norrut är den bergig. Cerro Patilla ligger uppe på en höjd som går i nord-sydlig riktning. Trakten runt Cerro Patilla är nära nog obefolkad, med mindre än två invånare per kvadratkilometer..
Trakten runt Cerro Patilla är ofruktbar med lite eller ingen växtlighet.